# Automolis rubripuncta
Automolis rubripuncta är en fjärilsart som beskrevs av George Francis Hampson 1898. Automolis rubripuncta ingår i släktet Automolis och familjen björnspinnare. Inga underarter finns listade i Catalogue of Life.